# Enrique García Beltrán
Blahoslavený Enrique García Beltrán, OFMCap. (též Enrique de Almazora, česky Jindřich García Beltrán, 16. března 1913, Almazora – 16. srpna 1936, Castellón de la Plana) byl španělský římskokatolický duchovní – jáhen, člen kapucínského řádu. Stal se obětí perzekuce katolíků za španělské občanské války. Katolickou církví je uctíván jako blahoslavený.

## Život
Pokřtěn byl v domovské farnosti svých rodičů hned v den svého narození. Do kapucínského řádu vstoupil 13. srpna 1928 v klášteře v Massamagrellu. Dne 1. září 1929 složil první řeholní sliby, věčné sliby pak 17. září 1935. Účastnil se chórových modliteb, studoval duchovní hudbu a vzorně plnil své klášterní povinnosti. Zvláště pěstoval úctu k Eucharistii a ke sv. Josefovi. Studoval též teologii, byl vysvěcen na jáhna a chystal se na přijetí kněžského svěcení. Pronásledování katolíků, které vypuklo v souvislosti s občanskou válkou ve Španělsku jej však donutilo začít se skrývat. Dne 18. července 1936 odešel z kláštera a uchýlil se do rodného domu. Byl však objeven policií, 1. srpna zatčen a 16. srpna v Castellón de la Plana zastřelen. Jeho poslední slova byla: „Viva Christo Rey!“ (Ať žije Kristus Král!). Byl zabit z nenávisti k víře (latinsky odium fidei).
V letech 1957–1959 probíhal ve valencijské arcidiecéze informativní proces, potřebný k započetí beatifikačního procesu. Beatifikován byl ve skupině kapucínů, zabitých z nenávisti k víře v letech 1936–1939. Beatifikace proběhla 11. března roku 2001.